# Totalitarismus und Demokratie
Totalitarismus und Demokratie – Zeitschrift für internationale Diktatur- und Freiheitsforschung (TD) ist eine seit 2004 halbjährlich im Auftrag des Hannah-Arendt-Instituts für Totalitarismusforschung bei Vandenhoeck & Ruprecht herausgegebene wissenschaftliche Fachzeitschrift, die sich der vergleichenden Erforschung nicht-demokratischer Systeme und Bewegungen in Geschichte und Gegenwart sowie der Analyse der Voraussetzungen für freiheitlich-demokratische Gesellschaften widmet. Parallel zur kostenpflichtigen Druckausgabe erscheint die Zeitschrift mit finanzieller Unterstützung von Pollux seit 2020 auch im Open-Access-Format.

## Leitbild und Profil
Die Zeitschrift versteht sich – wie es im Vorwort zu Heft 1 heißt – als „Forum [des] interdisziplinären Austauschs (u. a. zwischen  Historikern, Politikwissenschaftlern,  Soziologen, Psychologen, Pädagogen, Religionswissenschaftlern, Philosophen)“ zur wissenschaftlichen Auseinandersetzung mit den „historischen wie gegenwärtigen Formen der ‚Diktatur‘, der ‚Autokratie‘, des ‚Extremismus‘ oder des ‚Fundamentalismus‘, mit den ‚politischen Religionen‘ und ‚modernen Diktaturen‘ – oder wie immer die verwendeten begrifflichen Kategorien und Deutungsmuster lauten mögen“. Darüber hinaus ginge es auch um die Ergründung „jener historisch-politischen, sozialen, sozialpsychologischen und kulturellen Konstellationen, Bedingungen und Dispositionen“, welche der „Etablierung und Festigung der geistigen, prozeduralen und institutionellen Grundlagen freiheitlich-demokratischer Gesellschaften“ dienten.
Im Rahmen dieses Programms solle einem „Pluralismus von Forschungsansätzen und -methoden“ Raum gegeben werden, der die „vielfältigen Formen des wissenschaftlichen Vergleichs“ ebenso berücksichtige wie die „unterschiedlichen deskriptiven wie normativen Ansprüch[e] beim Bearbeiten und Interpretieren des historischen Materials“.

## Herausgeber, Redaktion und Beirat
TD wird im Auftrag des Hannah-Arendt-Instituts für Totalitarismusforschung durch den jeweils amtierenden Direktor herausgegeben. Das betraf bislang Gerhard Besier (2004–2007), Clemens Vollnhals (komm. 2007–2009, 2016–2017), Günther Heydemann (2009–2016) sowie seit 2017 Thomas Lindenberger.
Die Redaktionsleitung obliegt dem stellvertretender Institutsleiter Uwe Backes; für den Rezensionsteil zeichnete bis 2019 Lothar Fritze verantwortlich.
Dem wissenschaftlichen Beirat gehören aktuell Michael Burleigh, Stéphane Courtois, Emilio Gentile, Eckhard Jesse, Peter Graf von Kielmansegg, Werner J. Patzelt, Kurt Salamun und Hans-Peter Schwarz an.

## Varia
Im Dezember 2015 saß die Redaktion einem wissenschaftlichen Witz auf und veröffentlichte einen fingierten Beitrag mit dem Titel Der deutsch-deutsche Schäferhund. In dem Artikel wird u. a. postuliert, dass das erste Maueropfer nicht ein Mensch, sondern ein Polizeihund namens Rex gewesen sei. Ein Gesetz, das den DDR-Grenztruppen vorschrieb, ihre Hunde an der Leine zu führen, habe einen Dritten Weltkrieg verhindert, und die Schäferhunde, die an der Berliner Mauer postiert waren, seien direkte Nachfahren der Wachhunde in den Konzentrationslagern Buchenwald und Sachsenhausen gewesen.
Das einreichende Autorenkollektiv begründete in einer nachträglich veröffentlichten Erklärung seine „satirisch[e] Intervention“ damit, dass man „eine Diskussion darüber anregen“ wollte, „warum engagierte Gesellschaftskritik in den Geisteswissenschaften zur Ausnahme geworden“ sei. Nachdem der „frei erfundene Beitrag“ auf einer Fachkonferenz am Center for Metropolitan Studies an der TU Berlin keinerlei „Anstoß erregt“ hätte, habe man sich folgerichtig dazu entschlossen, „die nächste Hürde im akademischen Betrieb zu nehmen und den Beitrag zur Veröffentlichung einzureichen“.
Im Nachgang bat die Redaktionsleitung in einer Stellungnahme bei den Lesern und Abonnenten der Zeitschrift um Entschuldigung dafür, dass man „die Täuschungsabsicht nicht erkannt und die nötige wissenschaftliche Sorgfaltspflicht vernachlässigt“ habe. Man sei „systematisch getäuscht“ worden, „u. a. durch einen gefälschten Lebenslauf und eine scheinbar wissenschaftliche Argumentation, die dem Leser mit ausführlichen Erläuterungen, umfangreichen Fußnoten und falschen Archivangaben glaubhaft gemacht wurde“. In der Konsequenz des Vorfalls wurde zur zuverlässigen Qualitätssicherung ein zusätzlicher Begutachtungsprozess durch die Einholung von obligatorischen Außengutachten für jede angedachte Publikation in der Zeitschrift eingeführt.